# Peter Lehmann (enólogo)
Peter Lehmann (18 de agosto de 1930 - 28 de junio de 2013) fue un productor de vino australiano con sede en el Valle de Barossa.

## Biografía
Lehmann nació en Angaston, sur de Australia, en el Valle de Barossa, el 18 de agosto de 1930.
Su padre era el pastor luterano Franz Julius Lehmann, y el hijo pudo haber formado parte del ministerio, pero no fue así debido a la muerte repentina de Franz en 1945, a los 55 años de edad. Peter pronto abandonó la escuela con el pretexto de ser un apoyo para su madre que había enviudado recientemente.
En 1947, empezó a trabajar en la bodega Yalumba bajo Rudi Kronberger. De 1960 a 1980 fue Enólogo / Gerente de Saltram Wines. Él se separó de Saltram para convertirse en el presidente de Peter Lehmann Wines, cargo que más tarde ocupado por su hijo Doug.
Peter Lehmann ha sido descrito como uno de los más respetados e innovadores fabricantes de vino de Australia. Su éxito en ganar trofeos internacionales en la Australian Wine y Brandy Corporation es notable.

## Otras lecturas
- Company website
- Corrigan, Andrew. (23 de abril de 2002) The Cairns Post The heart of the Barossa. Section: Tuesday; Page 18.
- Barker, Tony. (14 de septiembre de 2002) The Advertiser (Adelaide) Peter Lehmann The red baron. Section: Magazine. Page 6.
- Murphy, Linda. (9 de febrero de 2006) San Francisco Chronicle Barons of Barossa Australia's famous big-bodied Shiraz wines are produced by some outsize personalities. Section: Wines; Page F1.
- Akerman, Piers. (18 de septiembre de 2003) The Daily Telegraph Vintage quality to Lehmann's loyalty - The Piers Profile: Peter Lehmann. Section: Features. Page 27
- Kohler, Alan. (24 de septiembre de 2003) The Sydney Morning Herald Passion aplenty in wine stoush (http://www.smh.com.au/articles/2003/09/23/1064082998298.html)